# Мстибово
Мстибово — деревня в Волковысском районе Гродненской области Беларуси. Входит в состав Гнезновского сельсовета. Население 235 человек (2009).

## География
Находится в 15 километрах к западу от райцентра — Волковыска, в 4 км к западу от центра сельсовета — деревни Гнезно. По южной окраине деревни проходит ж/д линия Волковыск — Белосток, в Мстибово есть ж/д станция. К северу от деревни проходит шоссе Р99.

## История

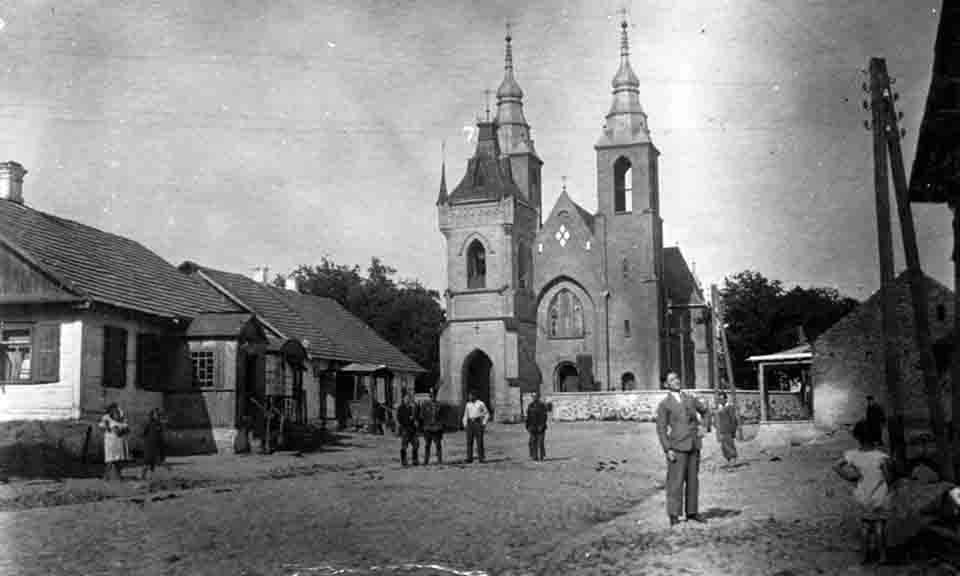
Мстибово. Фото 30-х годов XX века

Деревня Мстибово (Мстибогов Городок, Мстибогов, Мстибов) известна с XIII века. Вероятно, она возникла как феодальная усадьба волынского боярина Мстибога. В письменных источниках XVI—XVIII вв. Мстибово упоминается как центр волости. В 1451 году великий князь Казимир передал Мстибово жемайтийскому старосте Яну Кезгайловичу.
С первой четверти XVI века Мстибово снова стало владением великих князей. В 1512 году здесь образован католический приход. С 1533 года принадлежало королеве Боне. 13 января 1546 года в мстибовском замке останавливался Сигизмунд II Август. На сеймике 1576 г. в Мстибове литвины провозгласили своим великим князем Стефана Батория.
В войну 1654—1667 годов Мстибово существенно пострадало, из 543 зданий здесь осталось только 230. В 1738 году в городке имелись рынок, три улицы, костёл и греко-католическая церковь Святого Спаса, две таверны.
В результате третьего раздела Речи Посполитой (1795) Мстибово оказалось в составе Российской империи, в Волковысском уезде Гродненской губернии. В 1886 году здесь было 103 двора, две православные церкви, католический костёл, синагога, почта, богадельня, 6 магазинов, 5 трактиров, 3 регулярные ярмарки.
В 1910—1919 годах на месте старого был возведён новый каменный неоготический католический храм св. Иоанна Крестителя.
Согласно Рижскому мирному договору (1921) Мстибово оказалось в составе межвоенной Польской Республики, в Волковысском повете Белостокского воеводства. С 1939 году в составе БССР. В 1997 году здесь было 186 дворов и 376 жителей.

## Транспорт
Через находящийся южнее деревни одноимённый остановочный пункт железнодорожной линии Волковыск — Белосток ежедневно проходят 2 пары пригородных поездов Волковыск — Берестовица (посёлок Пограничный).
В 2 километрах севернее деревни проходит шоссе Волковыск — Пограничный.

## Достопримечательности
- Католический храм св. Иоанна Крестителя, 1919 год
- Ворота-колокольня храма св. Иоанна Крестителя, 1900 год
- Костёльные костница и плебания
- Придорожная часовня